# Tragico suo malgrado
Tragico suo malgrado, tradotta anche con il titolo Tragico controvoglia, è una breve opera teatrale di Anton Čechov, scritta nel 1890. Atto unico strutturato in forma di dialogo, si trasforma più spesso nel solo monologo di Tolkacov, a sottolineare il tema portante della pièce (svolto in maniera leggera), incentrata sulla mancanza di ascolto.
| Controllo di autorità | VIAF (EN) 3063152140029211100001 |